# Franco Lavoratori
Franco Lavoratori (ur. 15 marca 1941 w Recco, zm. 3 maja 2006 w Genui) – włoski piłkarz wodny, złoty medalista olimpijski z Rzymu.
Czterokrotnie uczestniczył na letnich igrzyskach olimpijskich (IO 1960, IO 1964, IO 1968, IO 1972). Na igrzyskach w Rzymie w 1960 roku wraz z kolegami zdobył złoty medal. Zagrał wtedy w 6 meczach strzelając 4 bramki. Na igrzyskach w 1964 i 1968 roku plasowali się tuż za podium, na 4. miejscu.